# (206) Hersilia
(206) Hersilia est un astéroïde de la ceinture principale découvert par C. H. F. Peters le 13 octobre 1879.
Son nom fait référence à Hersilie, l'épouse sabine de Romulus.